# عبد العزيز بن الحارث التميمي
كان أبو الحسن عبد العزيز بن الحارث بن أسد بن الليث التميمي  صوفيًا ينتمي إلى سلسلة الجنيدية وفقيه حنبلي، وهو أبو العالم أبو الفضل عبد الواحد التميمي له اطلاع على مسائل الخلاف، ولد سنة 317 هـ، صحب أبا القاسم الخرقي وأبا بكر عبد العزيز المعروف بغلام الخلال، صنف في الأصول والفروع والفرائض، توفي سنة 371 هـ. يعد التميمي من رؤساء الحنابلة وأكابر البغاددة، إلا أنه آذى نفسه ووضع حديثا، أو حديثين في مسند الإمام أحمد. قال ابن رزقويه الحافظ: كتبوا عليه محضرا بما فعل.